# بلو دايموند
بلو دايموند (بالإنجليزية: Blue Diamond)‏ هو مكان مخصص للإحصاء (CDP) في مقاطعة كلارك في نيفادا الأمريكية. بلغ عدد السكان 290 نسمة حسب تعداد عام 2010. 
وتضم المدينة حديقة ومسبح في ومكتبة ومدرسة ابتدائية وقاعة مناسبات وكنيسة ومحطة بنزين. وقد تم بناء المتجر العام في عام 1942، وكان يبيع في الأصل السلع الأساسية المنزلية للسكان الذين كانوا في الغالب من العمال في منجم بلو دايموند. حافظ المتجر على مظهره الخارجي الأصلي. زيّنت الجدران داخل المتجر بالعديد من الصور التاريخية للمدينة، بإذن جمعية بلو دايموند التاريخية، وهي منظمة تطوعية.